# Italiaans raaigras
Italiaans raaigras (Lolium multiflorum) is een tweejarige plant uit de grassenfamilie (Poaceae). Soms kan de plant onder zeer gunstige omstandigheden langer overblijven. Italiaans raaigras komt oorspronkelijk uit Lombardije in Italië en is voor het eerst in het begin van de negentiende eeuw in Schotland ingevoerd. Van daaruit is de zaadteelt naar Engeland en Ierland uitgebreid en werd zaaizaad geëxporteerd naar andere landen in Europa. Later zijn ook Nederland, Denemarken en Duitsland met de zaadteelt begonnen.
De planten zijn na het eerste jaar niet meer wintervast. Uit Italiaans raaigras is in Westerwolde Westerwolds raaigras geselecteerd. Er zijn zowel diploïde als tetraploïde rassen. De tetraploïde rassen hebben breder en donkergroener blad dan de diploïde.

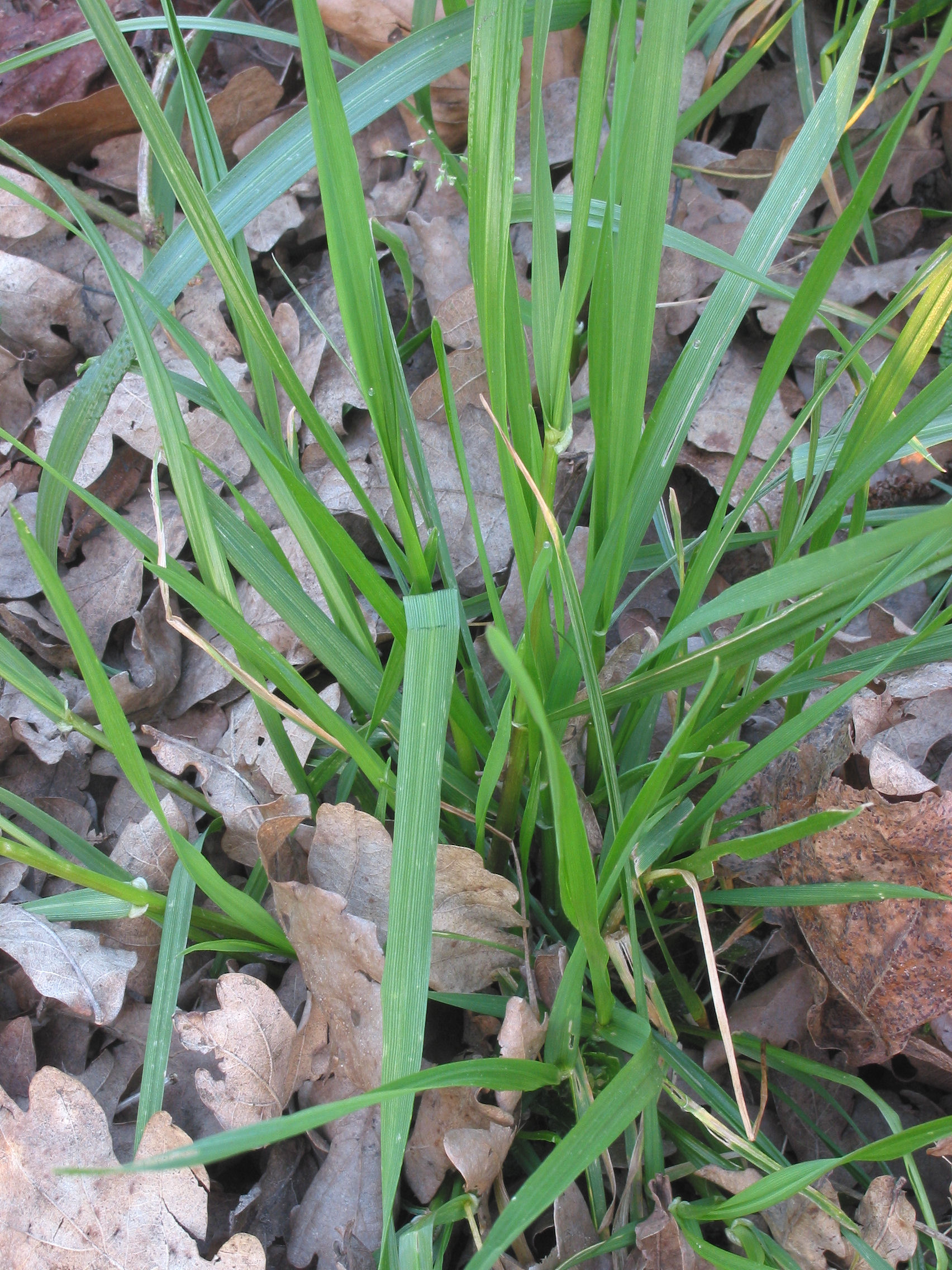
Spruiten van Italiaans raaigras; jonge bladeren opgerold

De plant wordt 30-120 (soms tot 180) cm hoog en vormt een minder dichte zode dan Engels raaigras. De gladde stengels staan rechtop. De bladeren zijn in de schede nog opgerold (bij Engels raaigras gevouwen) en aan de bovenkant een klein beetje ruw. Op de overgang van bladschijf naar bladschede zitten een tongetje en oortjes. Het tongetje (ligula) is tot 1,5 mm lang en zoomvormig.
Italiaans raaigras bloeit eind mei en gaat na elke keer maaien weer bloeien. De bloeiwijze is een platte aar met een heen en weer gebogen, ruwe spil. De aar buigt meestal over. De aartjes hebben tien tot twintig bloempjes en zijn ten minste twee keer zo lang als de kelkkafjes. De kelkkafjes zijn ongeveer 6 mm lang. Het onderste kroonkafje (lemma) is ongeveer 6,5 mm lang en heeft een 5-10 mm lange kafnaald. De meeldraad heeft bleekgele, 4 mm lange helmhokjes. De vrucht is een graanvrucht.
De soort kan in vegetatieve toestand erg lijken op reuzenzwenkgras (Schedonorus giganteum), maar onderscheidt zich hiervan doordat in ieder geval het bovenste deel van de stengel hol is.

## Gebruik
Italiaans raaigras wordt veel gebruikt voor maaien en in mindere mate voor kortdurende kunstweiden en geeft een zeer hoge opbrengst. Het is zeer smakelijk voor het vee en heeft voor de bloei een hoge voederwaarde. Daarnaast wordt het onder graan gezaaid voor gebruik als groenbemesting en groenvoeder (zogenaamd stoppelgewas).
Italiaans raaigras kan zowel in het voorjaar als in het najaar gezaaid worden. Bij voorjaarszaai komen de planten het eerste jaar niet in bloei, behalve bij een koud voorjaar of een zeer vroege zaai. Italiaans raaigras kan kweek (Elytrigia repens) onderdrukken.

## In andere talen
- Duits: italienisches of welsches Weidelgras, vielblütiges Weidelgras
- Engels: Italian ryegrass
- Frans: ivraie multiflore, ray-grass d'Italie
- Italiaans: loiessa, loietto italico

|  |  |
|  |  |
|  |  |